# 江石乡
江石乡，是中华人民共和国四川省广元市剑阁县曾经下辖的一个乡。2020年5月，撤销江石乡，将其行政区域划归龙源镇管辖。

## 行政区划
江石乡撤销前下辖以下地区：
江石村、明镜村、西山村、五台村、双塔村、天堂村和梨垭村。